# Indiana Hoosiers football
La squadra di football degli Indiana Hoosiers rappresenta l'Università dell’Indiana a Bloomington. Gli Hoosiers competono nella Football Bowl Subdivision (FBS) della National Collegiate Athletics Association (NCAA) e nella Big Ten Conference. La squadra è allenata da Curt Cignetti. Gioca le sue gare interne al Memorial Stadium di Bloomington, Indiana e le sue rivalità principali sono con i Kentucky Wildcats, i Michigan State Spartans e i Purdue.
La squadra ha vinto la Big Ten Conference per due volte, nel 1945 e nel 1967, qualificandosi per 12 bowl di fine stagione, incluso il Rose Bowl del 1968.
La Indiana University ha più sconfitte di qualsiasi altra squadra della Division I (FBS o FCS) nel football (712), e la quarta peggior percentuale di vittorie tra tutte le squadre FBS con almeno 1.000 partite giocate (42,1%). Nessun allenatore dal 1948 ha lasciato la squadra con più vittorie che sconfitte.

## Affiliazioni alle conference
Indiana è stata sia indipendente che affiliata a una conference durante la sua storia.
- Independente (1887–1899)
- Big Ten Conference (1900–presente)
  - Western Conference (1900–1952)
  - Big Ten Conference (1953–presente)

## Numeri ritirati
32 Anthony Thompson, RB,1986–89

## Membri della College Football Hall of Fame
- Zora Clevinger
- Bill Ingram
- Pete Pihos
- George Taliaferro
- John Tavener
- Anthony Thompson

## Membri della Pro Football Hall of Fame
- Pete Pihos